# Hassan Nasrallah
Hassan Nasrallah (arabiska: حسن نصرالله Ḥasan Naṣr-Allāh), född 31 augusti 1960 i Bourj Hammoud i östra Beirut, död 27 september 2024 i al-Dahiya i södra Beirut, var en shiitisk alim och högste ledare för det libanesiska islamistpartiet och den av många länder terrorklassade organisationen Hizbollah från 1992 fram till sin död 2024. EU har enbart terrorstämplat den militära grenen av organisationen. 

## Uppväxt och karriär
Nasrallah föddes 1960 i Bourj Hammoud som nionde barnet av tio. Hans far, Abdul Karim, arbetade som grönsakshandlare. Nasrallah studerade vid en skola kallad Al Najah, och därefter vid det allmänna läroverket i Sin el-Fil i Beirut. I deras grönsaksaffär hade de en bild av Sayed Mosa Alsader, en religiös lärd person. Nasrallah blev intresserad av denna person och av hans livsstil, vilket ledde till att Nasrallah blev mer intresserad av religiösa frågor.
När inbördeskriget i Libanon bröt ut flyttade familjen från byn 1975. Nasrallah blev allt mer politiskt engagerad och gick med i den miitanta gruppen Harakat Amal. Därefter läste Nasrallah religion en tid i Najaf, Irak och fortsatte sedan med att studera vid en skola grundad av Amals grundare, Sayyed Abbas al-Musawi. Till slut blev han delegat för Bekaadalen.
Då Israel ingrep i Libanon 1982 värvades Nasrallah till Hizbollah. Hizbollah bildades genom att Nasrallah och Abbas Almosawi inte kom riktigt överens med ledarna i AMAL och därför bildade en utbrytarorganisation. Under sin period hos Hizbollah uppmärksammades Nasrallahs skicklighet som retoriker, och rörelsen växte. Efter en periods religiösa studier i Iran återvände han till Libanon 1989. Dock återvände han till Iran som representant för Hizbollah. När Nasrallahs vänner inom Hizbollah tillförskansat sig diverse maktpositioner återvände han 1991 till Libanon. Han tog slutligen över organisationen 1992 då Abbas Musawi al-Sayyed dödades i en israelisk attack i byn Teffehta i södra Libanon och Nasrallah blev Hizbollahs ledare.
Hassan Nasrallah har dessutom genomgått militär utbildning. Hans lärare Mohammed Aswad ansåg att Nasrallah hade potential att nå långt.
Han var gift med Fatima Yassin och hade fyra barn i livet. Han visade sig vara negativt inställd till talibanrörelsen och al-Qaidarörelsen. Han argumenterade också mot att ge palestinier plats i Libanon, då detta skulle innebära ett erkännande av staten Israel.
Hassan Nasrallah dödades av israelisk militär i en attack mot Hizbollahs högkvarter 27 september 2024. Efter hans död pekades Nasrallahs kusin, Hashem Safieddine, ut som Hizbollahs nästa ledare. Israel uppgav dock att även Safieddine dödats i en attack i början på oktober.

## Libanonkriget 2006
Nasrallah kom i blickfånget under Libanonkriget 2006. Som ett resultat av kidnappade soldater utsatte Israel Libanons huvudstad för artilleribeskjutningar och genomförde markräder. Trots att Nasrallah efter eldupphöret förklarade att Libanon vunnit ”en gudomlig seger” uttryckte han sig negativt om kidnappningen av de israeliska soldaterna och ansåg den vara oplanerad.
Flera arabiska länder kritiserade Nasrallah under kriget, däribland Egypten och Saudiarabien. Dessa länder ändrade sig dock snabbt och kungen av Saudiarabien uttryckte stöd för ”de arabiska bröderna”. Qatar gick i bräschen för det arabiska stöd Libanon fick mot det israeliska bombardemanget.